# Hermann Pister
Hermann Pister (21 de fevereiro de 1885, Lübeck - 28 de setembro de 1948, Landsberg am Lech) foi um Oberführer (Coronel) das SS nazista e comandante do campo de concentração de Buchenwald de 21 de janeiro de 1942 até abril de 1945, quando foi preso. Hermann morreu de causas naturais enquanto estava na prisão de Landsberg em 1948.